# جورج برانگر
جورج برانگر (انگلیسی: George Beranger؛ ‏ ۲۷ مارس ۱۸۹۳ – ۸ مارس ۱۹۷۳) بازیگر و کارگردان تئاتر اهل استرالیا بود.
از فیلم‌ها یا برنامه‌های تلویزیونی که وی در آن نقش داشته‌است، می‌توان به اعترافات یک ملکه، تولد یک ملت، طرفدار، خطرناک، شکوفه‌های پرپر، داستان لوئی پاستور، گریه شهر، خفاش، مردگان متحرک، هیچ‌جا خانه خود آدم نمی‌شود، کلایو هند و عنکبوت اشاره کرد.